# Ronchis
Cet article possède des paronymes, voir Ronchi, Ronchamp, Ronchin et Ronchaux.
Ronchis est une commune italienne de la province d'Udine dans la région Frioul-Vénétie Julienne en Italie.

## Administration
| Période                                  | Période  | Identité            | Étiquette                              | Qualité |
| ---------------------------------------- | -------- | ------------------- | -------------------------------------- | ------- |
| 1946                                     | 1951     | Eugenio Colautto    | Concentrazione repubblicana            |         |
| 1951                                     | 1956     | Pietro Montello     | Democrazia cristiana                   |         |
| 1956                                     | 1963     | Enrico Baradello    | Democrazia cristiana                   |         |
| 1963                                     | 1988     | Giuseppe Galasso    | Democrazia cristiana                   |         |
| 1988                                     | 2011     | Daniele Galasso     | DC-PSI puis Intesa democratica         |         |
| 2001                                     | 2016     | Vanni Biasuttu      | Intesa democratica puis Comune Insieme |         |
| 2016                                     | en cours | Manfredi Michelutto | Viviamo Ronchis                        |         |
| Les données manquantes sont à compléter. |          |                     |                                        |         |

La commune de Ronchis est traditionnellement ancrée au centre-droit, comme en témoigne la longue domination de la démocratie chrétienne.

### Hameaux
Fraforeano

### Communes limitrophes
Latisana, Palazzolo dello Stella, Rivignano, San Michele al Tagliamento, Teor, Varmo, Lignano Sabbiadoro